# ハンス・トーマ
ハンス・トーマ（ドイツ語: Hans Thoma, 1839年10月2日 - 1924年11月7日）は、ドイツの画家である。さまざまなスタイルの作品を描いたが、象徴主義の画家に分類される。

## 略歴
バーデン大公国（現在のバーデン＝ヴュルテンベルク州）ベルナウ・イム・シュヴァルツヴァルトの木工職人の家に生まれた。芸術的な仕事は時計の装飾画を描くことから始め、1859年になって、カールスルーエの美術学校に入り、ヨハン・ヴィルヘルム・シルマーに学んだ。1866年に卒業後、デュセルドルフなどを訪れ、1868年には友人となったオットー・ショルデラーとパリを訪れ、ギュスターヴ・クールベやバルビゾン派の画家の作品に感銘を受けた。
1870年からはミュンヘンで活動し、スイス出身の象徴主義の画家、アルノルト・ベックリン(1827-1901）と親しくした。1877年と静物画家のセルラ・ベルテナーと結婚した。1878年からフランクフルトに住んだ。1879年にイギリスを旅し、イタリアへも旅した。1899年にカールスルーエの美術学校の教授に任じられ、カールスルーエ州立美術館の館長も務めた。
作風は時代によってさまざまであるが、神話や象徴主義的な作品においては、ルネサンス期のドイツの画家たち、アルブレヒト・アルトドルファーやルーカス・クラナッハの影響や、イギリスのラファエル前派の影響も見ることができる。

## 作品
- 「陽射しの中」(1867)
- 「遊ぶ子供」 (1887)
- 「アダムとイブ」 (1897)
- 「騎士と花」
- 「泉」(1895)
- マルス
- ヴィーナス
- 「12月」

- 「夏」(1872)
- Der Kinderreigen, (1884)
- 「鳥の姿をした8人の踊り子」(1886)